# Cryptosepalum
Cryptosepalum é um género botânico pertencente à família Fabaceae.

## Espécies
- Cryptosepalum diphyllum
- Cryptosepalum tetraphyllum

1. ↑  «Cryptosepalum — World Flora Online». www.worldfloraonline.org. Consultado em 19 de agosto de 2020